# C/2008 K2 (SOHO)
C/2008 K2 (SOHO)  – kometa jednopojawieniowa odkryta na zdjęciach SOHO przez Michała Kusiaka. Została odkryta 18 maja 2008 roku. Należy do grupy komet Kreutza.